# Abadia dos Dourados
Abadia dos Dourados är en kommun i Brasilien.   Den ligger i delstaten Minas Gerais, i den sydöstra delen av landet, 290 km söder om huvudstaden Brasília. Antalet invånare är 6 704.
Omgivningarna runt Abadia dos Dourados är huvudsakligen savann. Runt Abadia dos Dourados är det mycket glesbefolkat, med 7 invånare per kvadratkilometer.